# William Wotherspoon
William Wotherspoon (ur. 2 maja 1868 w Aberdour, zm. 19 sierpnia 1942 w Fleet) – szkocki rugbysta, reprezentant kraju.
Uczęszczał do Fettes College, zaś od 1887 roku studiował prawo w Clare College wchodzącym w skład Uniwersytetu w Cambridge, ukończywszy je z tytułem B.A. w roku 1891, tytuł M.A. uzyskał w roku 1895. Pracował jako barrister.
W barwach uniwersyteckiego zespołu rugby w latach 1885–1886 dwukrotnie wystąpił w Varsity Match przeciwko drużynie z Oxford. W latach 1888–1889 rozegrał siedem meczów dla szkockiej reprezentacji, a w 1891 roku wziął udział w tournée British and Irish Lions do Południowej Afryki, gdzie zagrał w dziewięciu spotkaniach, w tym w dwóch testmeczach.